# Palaeorhiza sanguinea
Palaeorhiza sanguinea är en biart som beskrevs av Hirashima 1982. Palaeorhiza sanguinea ingår i släktet Palaeorhiza och familjen korttungebin. Inga underarter finns listade i Catalogue of Life.